# Lymantria nesiobia
Lymantria nesiobia är en fjärilsart som beskrevs av Felix Bryk 1942. Lymantria nesiobia ingår i släktet Lymantria och familjen tofsspinnare. Inga underarter finns listade i Catalogue of Life.